# Joan III de Montferrat
Joan III de Montferrat, fou marquès de Montferrat del 1378 al 1381. Va assumir el títol succeint al seu germà Otó III. Sense proposar-s'ho, es va trobar enmig de la guerra de successió al Regne de Nàpols, que va ser una conseqüència del cisma d'Occident, i va morir sense haver tingut temps de tenir descendència.

## Sota tutoria
Joan era fill del marquès Joan II de Montferrat i de la seva esposa Elisabet de Mallorca. Quan el pare va morir, va quedar sota la tutoria del seu oncle Otó, duc de Brunswick-Grubenhagen, i d'Amadeu VI de Savoia, cosa que havia deixat per escrit Joan II en el seu testament. En aquestes darreres voluntats el nomenat a la successió en el títol de marquès era el germà gran, Otó III, també conegut com a Secondottone. El germà va morir jove i sense descendència, llavors el duc de Brunswick va proposar Joan per al títol de marquès, que va assumir el 3 de gener del 1379.
Joan tenia intenció de recuperar la ciutat d'Asti, que havia perdut el seu germà i va declarar la guerra als Visconti, senyors de Milà però, sota pressió del papa Climent VII, es va veure forçat a signar la pau abans de començar a guerrejar. Al papa li convenia tenir Otó IV de Brunswick a favor seu. L'oncle de Joan va signar el tractat i va prometre que es respectarien les fronteres, fins i tot en la seva absència. Per tal de garantir la supervivència del marquesat, Otó va sotmetre el territori sota la protecció de França. Llavors Otó va marxar cap al sud d'Itàlia, ja que estava casat amb la reina Joana I de Nàpols.
Joan va decidir acompanyar el seu oncle a Nàpols. Quan Otó va arribar es va trobar que durant la seva absència havien sorgit problemes. Joana havia fugit perquè el seu cosí, Carles, li havia usurpat el tron. En aquell temps hi havia dos papes que clamaven ser l'autèntic, el papa Urbà VI, que considerava Nàpols com un feu papal, va nomenar rei a Carles per castigar Joana, la qual havia reconegut al papa Climent VII. Carles es va presentar amb tropes per reclamar el regne; Joan i Otó es van trobar immersos enmig d'una guerra de successió i sense poder recular cap a Montferrat. El 25 d'agost del 1381, Otó va ser capturat en una batalla i Joan va morir a cops d'espasa. El seu germà menor Teodor el va succeir en el marquesat.